# Antigang (film)
Pour les articles homonymes, voir Antigang.
Série
Antigang, la relève
(2023)
Pour plus de détails, voir Fiche technique et Distribution.
Antigang est un film français réalisé par Benjamin Rocher et sorti en 2015. 
Il s'agit d'un remake du film policier britannique The Sweeney (2012).
Une suite, Antigang, la relève, est sortie en 2023 sur Disney+.

## Synopsis
Le commandant Serge Buren (Jean Reno) est un policier légendaire de la BRI de Paris. Il dirige une équipe de jeunes policiers aux méthodes peu orthodoxes. Serge et ses hommes sont aux prises avec un groupe de braqueurs violents et expéditifs quant aux méthodes utilisées pour commettre leurs méfaits. Ils n'hésitent pas à se servir d'armes de guerre et de bombes pour dévaliser bijouteries et banques. Face à de tels ennemis, les policiers devront user d'ingéniosité pour les arrêter avant qu'ils ne fassent plus de victimes.

## Fiche technique
- Titre  original : Antigang
- Réalisation : Benjamin Rocher
- Scénario : François Loubeyre, Tristan Schulmann
- Producteurs : Thierry Desmichelle, Allan Niblo, James Richardson, Raphaël Rocher, Lionel Uzan, Henri Debeurme
- Coordinateur des combats : Emmanuel Lanzi
- Distributeur : Société nouvelle de distribution
- Pays d'origine :  France
- Genre : action, policier
- Date de sortie :
  - France : 19 août 2015
- Classification :
  - France :  film tous publics avec avertissement lors de sa sortie en France.

## Distribution
- Jean Reno : le commandant Serge Buren
- Caterina Murino : Margaux
- Alban Lenoir : le capitaine Niels Cartier
- Jakob Cedergren : Kasper
- Stéfi Celma : Ricci
- Oumar Diaw : Manu
- Anne Serra : Natalja
- Thierry Neuvic : le commandant, puis commissaire Becker
- Sébastien Lalanne : Genoves
- Jean-Toussaint Bernard : Boulez
- Féodor Atkine : Tancrède
- Sabrina Ouazani : Nadia
- Xavier Lemaître : Garnier
- Jess Liaudin : Waked

## Autour du film

### Suite
Une suite, intitulée Antigang, la relève est annoncée en décembre 2022. Elle est diffusée sur Disney+.